# Oppai

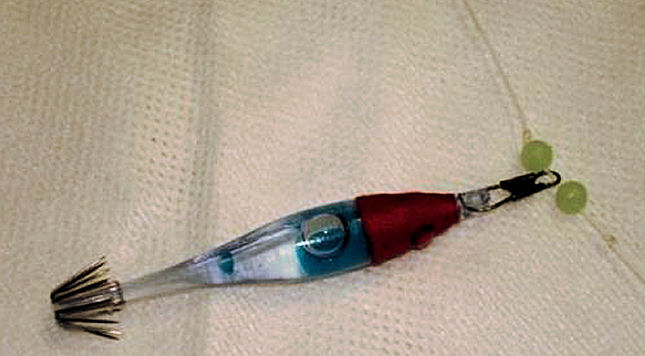
esca artificiale "Oppai" per la pesca con la tecnica Tataki

L'oppai è un'esca artificiale per la pesca dei cefalopodi con la tecnica del Tataki.
Le esche per il tataki sono dei piccoli gamberi e pesciolini che possono essere di dimensioni che variano dai 2,5 ai 9,0 cm e possono avere da 1 a 3 cestelli di aghi, i colori sono sempre molto belli e brillanti per attirare meglio i predatori.
Le colorazioni sul blu e verde sono i colori migliori da utilizzare per la pesca di giorno, mentre le esche con tonalità rosa e arancio rosso sono più indicate nel pomeriggio ed al tramonto.